# Omloop van het Houtland 2001
L'Omloop van het Houtland 2001, cinquantottesima edizione della corsa, si svolse il 27 settembre 2001 su un percorso di 183 km, con partenza e arrivo a Lichtervelde. Fu vinto dal belga Geert Omloop della Collstrop-Palmans davanti all'olandese Julien Smink e al canadese Mark Walters.

## Ordine d'arrivo (Top 10)
| Pos. | Corridore          | Squadra                           | Tempo    |
| ---- | ------------------ | --------------------------------- | -------- |
| 1    | Geert Omloop       | Collstrop-Palmans                 | 4h13'00" |
| 2    | Julien Smink       |                                   |          |
| 3    | Mark Walters       | Navigators                        |          |
| 4    | Kees Jeurissen     |                                   |          |
| 5    | John Talen         |                                   | a 13"    |
| 6    | Bjorn Cornelissen  | Axa-VVZ Professional Cycling Team | s.t.     |
| 7    | Masahiko Mifune    | Landbouwkrediet-Colnago           | s.t.     |
| 8    | Jeroen Boelen      |                                   | s.t.     |
| 9    | Martin van Steen   | Bankgiroloterij-Batavus           | s.t.     |
| 10   | Christophe Stevens |                                   | s.t.     |